# Instruction (canción)
«Instruction» es una canción del DJ británico y productor discográfico, Jax Jones, en colaboración con Demi Lovato y la cantante británica Stefflon Don. Fue escrita por MNEK, Don, Lovato y Jones, con la producción de la canción manejada por Jax este último y Mark Ralph. Fue lanzada el 16 de junio de 2017 a través de Polydor Records.

## Antecedentes
El 12 de junio de 2017, Jax Jones compartió por primera vez un fragmento de la canción en Twitter, junto con la fecha de lanzamiento del sencillo. Stefflon Don también público un fragmento similar unos minutos más tarde, mientras que Demi Lovato publicó otro el 13 de junio de 2017, revelando a los artistas destacados de la canción «Esto está a punto de ser fuego», subtituló. Demi Lovato compartió un teaser más largo de la canción el 14 de junio de 2017, revelando más de las letras de la canción.

## Composición
Billboard de Brasil, publicó que la pista comienza con una «batería de la escuela de samba» y es seguida por «un ritmo de reggaeton - el ritmo del momento».

## Vídeo musical
El video fue filmado el 20 de julio de 2017, en Los Ángeles, Estados Unidos. Fue lanzado el 2 de agosto de 2017.

## Recepción crítica
Mike Wass, de Idolator, dijo: «El banger infundido por la samba, que cuenta con un verso de la rapera británica Stefflon Don, es un canción inmediata a ser canción del verano».
Kat Bein de Billboard declaró que «ya promete pisar la radio del verano en la sumisión total». Ella describió la canción como «una melodía masiva encabezada por tambores en auge con una actitud pop colorido, contrarrestada por el partido inconfundible del carnaval brasileño».
Instruction fue también la pista que fue utilizada para la competencia en traje de baño del Miss Universo 2017 en Las Vegas, Nevada.

## Créditos y personal
Créditos adaptados Tidal.
- Jax Jones – compositor, letrista, productor, programador de batería, programador, arreglista de grabación, programador de sintetizador
- Demi Lovato – compositora, letrista, vocalista
- Stefflon Don – compositora, letrista, vocalista
- MNEK – compositor, letrista
- Mark Ralph – productor, mezclador
- Stuart Hawkes – ingeniero de masterización
- Drew Smith – ingeniero
- Tom AD Fuller – asistente de ingeniero de grabación

## Posicionamiento en listas

### Semanales
| Alemania        | Official German Charts     | 31  |
| Australia       | ARIA Top 100 Singles       | 72  |
| Austria         | Ö3 Austria Top 40          | 66  |
| Bélgica (Fl)    | Ultratop                   | 37  |
| Bélgica (W)     | Ultratop                   | 23  |
| Croacia         | HRT                        | 49  |
| Escocia         | Scottish Singles Chart     | 10  |
| Eslovaquia      | Singles Digital Top 100    | 47  |
| Estados Unidos  | Hot Dance/Electronic Songs | 22  |
| Estados Unidos  | Dance Club Songs           | 34  |
| Filipinas       | Philippine Hot 100         | 41  |
| Finlandia       | Suomen virallinen lista    | 12  |
| Francia         | SNEP                       | 127 |
| Irlanda         | IRMA                       | 29  |
| Letonia         | Latvijas Top 40            | 24  |
| Nueva Zelanda   | NZ Heatseekers             | 6   |
| Países Bajos    | Dutch Top 40               | 30  |
| Polonia         | Polish Airplay Top 100     | 22  |
| Portugal        | AFP                        | 70  |
| Reino Unido     | UK Singles Chart           | 13  |
| República Checa | Singles Digitál Top 100    | 56  |
| Rusia           | Tophit                     | 27  |
| Serbia          | Top 50 Srbija              | 1   |
| Suecia          | Sweden Top 100             | 94  |
| Turquía         | Number One Top 40          | 9   |
| Ucrania         | Tophit                     | 54  |

### Anuales
| País           | Lista                      | Mejor posición |
| -------------- | -------------------------- | -------------- |
| Estados Unidos | Hot Dance/Electronic Songs | 56             |
| Nicaragua      | Monitor Latino             | 50             |

### Certificaciones
| País        | Organismo certificador | Certificación | Ventas certificadas | Ref.   |
| ----------- | ---------------------- | ------------- | ------------------- | ------ |
| Alemania    | BVMI                   | Oro           | 200 000             | [ 41 ] |
| Australia   | ARIA                   | Oro           | 35 000              | [ 42 ] |
| Brasil      | ABPD                   | Oro           | 20 000              | [ 43 ] |
| Canadá      | Music Canada           | Oro           | 40 000              | [ 44 ] |
| Colombia    | ASINCOL                | Oro           | 5000                | [ 45 ] |
| Italia      | FIMI                   | Oro           | 25 000              | [ 46 ] |
| Polonia     | ZPAV                   | Platino       | 50 000              | [ 47 ] |
| Reino Unido | BPI                    | Platino       | 600 000             | [ 48 ] |
| Perú        | IFPI – Perú            | Oro           | 10 000              | [ 45 ] |
| Ecuador     | IFPI – Ecuador         | Oro           | 3000                | [ 45 ] |